# Troy (New York)
Troy is een plaats in het oosten van de staat New York, liggend aan de rivier de Hudson. De stad telt circa 49.000 inwoners. Het is de hoofdplaats van Rensselaer County, een gebied dat in de 17e eeuw toebehoorde aan de uit Nederland (toen nog de Republiek der Zeven Verenigde Nederlanden geheten) afkomstige familie Van Rensselaer.
Rensselaer Polytechnic Institute, een gerenommeerde particuliere technische universiteit, ligt boven op een heuvel, met uitzicht op de stad Troy.
Een zekere Samuel Wilson (vleesverpakker van beroep) en inwoner van Troy uit het begin van de 19e eeuw zou model hebben gestaan voor het Amerikaanse symbool van "Uncle Sam".

## Geboren
- Maureen Stapleton (1925-2006), actrice
- Dick Halligan (1943-2022), trombonist, componist en arrangeur
- Jacqueline Hernandez (1992), snowboardster

## Plaatsen in de nabije omgeving
De onderstaande figuur toont nabijgelegen plaatsen in een straal van 8 km rond Troy.